# Warriors of the Net
Warriors of the net ist ein schwedischer Computeranimationsfilm von Tomas Stephanson, Monte Reid und Gunilla Elam aus dem Jahr 1999. Der 13-minütige Film erklärt die Datenübertragung im Internet mit Routern, Datenpaketen, Firewall, Proxy und Local Area Network.

## Handlung
Als Hauptfigur erscheint zu Beginn ein TCP-Paket, gefolgt von einem ICMP-Paket, einem UDP-Paket, einem Router, einem Ping des Todes und einem Switch. Die Datenpakete beginnen ihre Reise auf lokalen Netzwerken (LAN), gelangen über Router, Proxy-Server und Firewalls ins Internet und kommen schließlich bei ihren Empfängern an. Auf dem LAN werden die Pakete auf den Weg gebracht, wobei lokale Router für die Weiterleitung zuständig sind. Der Proxy dient als Vermittler zwischen lokalem Netzwerk und Internet, während die Firewall sicherstellt, dass nur autorisierte Pakete den Weg passieren. Das Internet selbst, ein Netzwerk von Netzwerken, bietet unbegrenzte Möglichkeiten und Freiheiten, aber auch potenzielle Gefahren. Datenpakete können über verschiedene Kanäle und Routen reisen, darunter Satelliten, Telefonleitungen und transozeanische Kabel. Obwohl Risiken wie der Ping des Todes lauern, der das Netzwerk stören kann, ermöglicht die Freiheit des Internets auch Innovation und Wachstum. Schließlich kehren die Datenpakete durch denselben Weg zurück, den sie gekommen sind, vorbei an Firewalls und Routern, um schließlich die angeforderten Informationen an den Benutzer zurückzusenden.

## Rezeption
Der Film wird unter anderem im Netzwerktechnik-Unterricht verwendet. Er gilt als didaktisch wertvoll und ist auf Youtube in über 20 Sprachen zu finden.